# Fabien Giroix
Fabien Giroix né le 17 septembre 1960 à Saint-Maur-des-Fossés, est un pilote automobile et team manager français. 
En 1988 il est victime de deux accidents en quinze jours. Si à Monza il sort sans dommages d'une violente sortie de piste où sa Ralt est coupée en 2 après avoir été catapulté sur le rail. Lors du grand prix suivant il se casse les deux jambes en percutant le rail à la suite d'une rupture mécanique. Il poursuivra sa carrière mais pas en monoplace . 

## Carrière automobile
- 1984 : Championnat de France de Formule Renault, 3e
- 1987 : 2 courses en DTM, 1 victoire et 2 podiums
- 1988 : Formule 3000, 17e
- 1989 : DTM, 3e
  - 24 Heures du Nürburgring, vainqueur
- 1990 : DTM, 9e
  - 24 Heures de Spa, vainqueur
- 1991 : DTM, 23e
- 1992 : Championnat de France de voiture de tourisme
- 1993 : Porsche Carrera Cup France, 3e
- 1994 : Porsche Supercup, 6e (2 victoires)
  - Championnat de France de Supertourisme, 11e
- 1995 : 24 heures du Mans, 5e au classement général et 4e de la catégorie GT1 (sur McLaren F1 GTR)
- 1996 : Championnat BPR, 15e
- 2008 : Speedcar Series, 10e

## Autre carrière sportive
2000-2003 : Fabien Giroix trouve un autre élan sportif dans la pratique du Jet-Ski.
Le 8 juin 2003, il établit le record officiel du Tour de Corse en Jet Ski ; départ de Calvi, pour une arrivée à Calvi, soit une distance de 452 km, record établi en 5 heures et 45 minutes ; ce record est validé par la Fédération Française de Motonautisme.